# غن غاو (بنستان)
غن غاو (بالفارسية: گن گاو) هي قرية تقع في إيران في قسم بنستان الريفي. يقدر عدد سكانها بـ 11 نسمة بحسب إحصاء 2016.